# Symplocos calycodactylos
Symplocos calycodactylos är en tvåhjärtbladig växtart som beskrevs av August Brand. Symplocos calycodactylos ingår i släktet Symplocos och familjen Symplocaceae. Inga underarter finns listade i Catalogue of Life.